# پورتو چسارو
پورتو چسارو (به ایتالیایی: Porto Cesareo) یک کومونه در ایتالیا است که در استان لچه واقع شده‌است. پورتو چسارو ۳۴ کیلومتر مربع مساحت و ۵٬۵۰۲ نفر جمعیت دارد و ۱ متر بالاتر از سطح دریا واقع شده‌است.

## نگارخانه

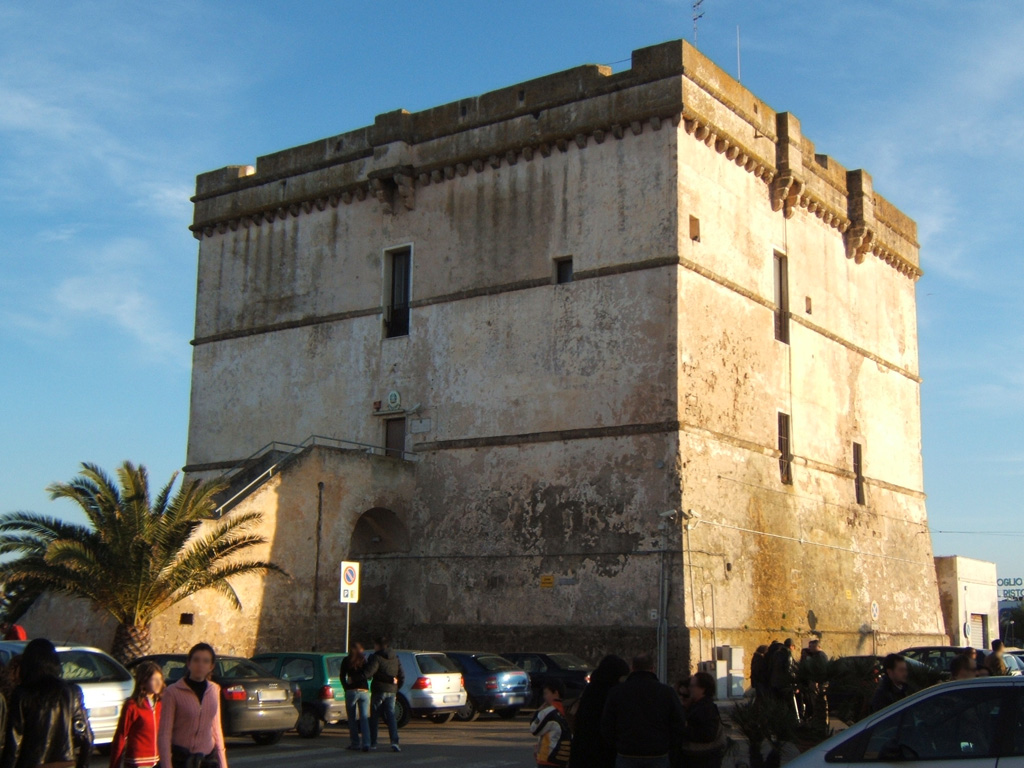
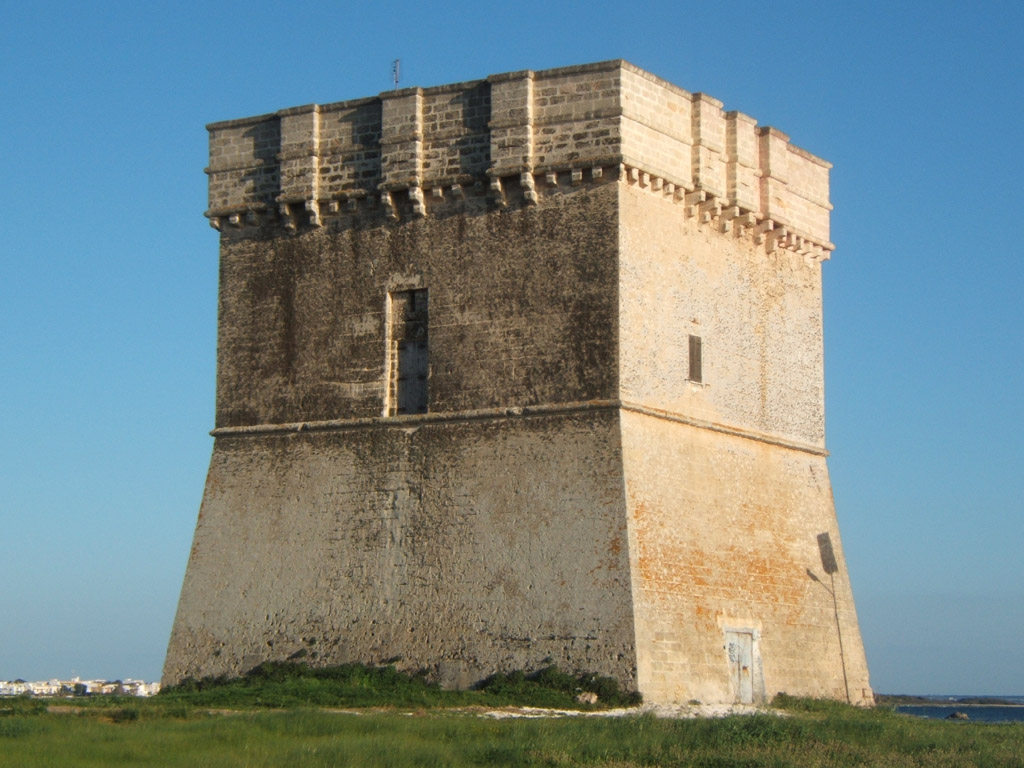
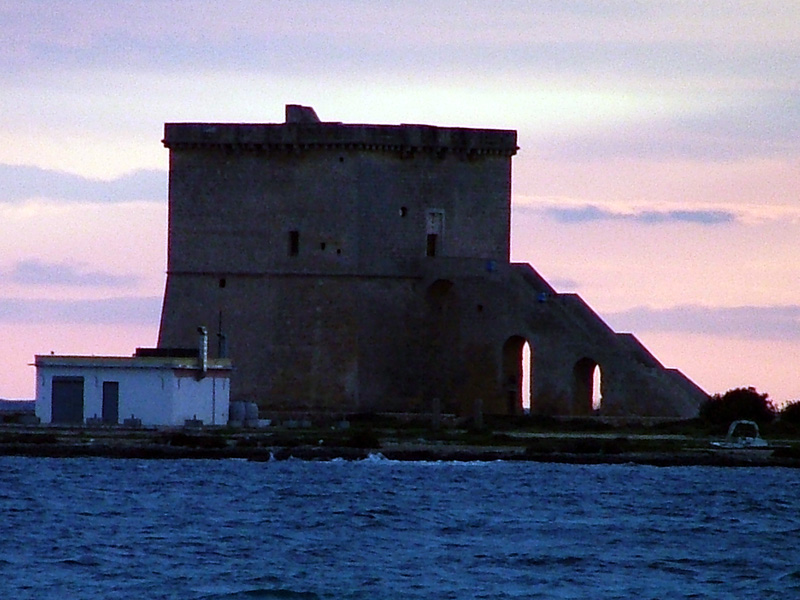
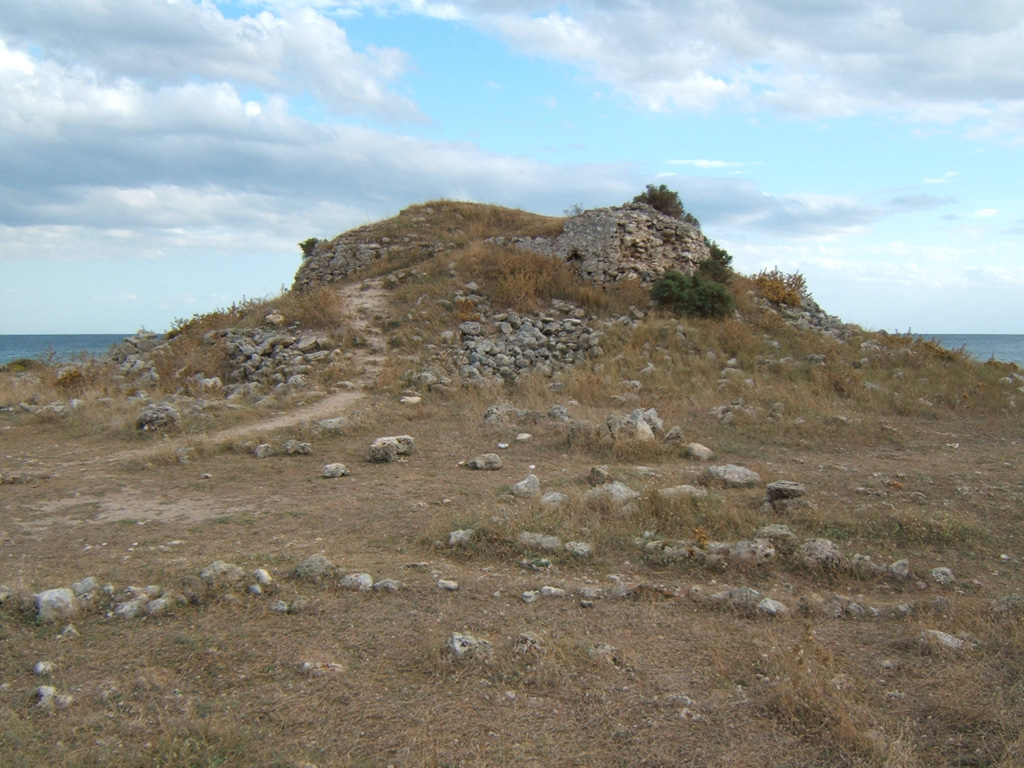